# Grenzregime
Grenzregime ist die zusammenfassende Bezeichnung für die Gesamtheit aller institutionellen, administrativen, legislativen und technischen Maßnahmen und Einrichtungen der Grenzsicherung und -kontrolle.

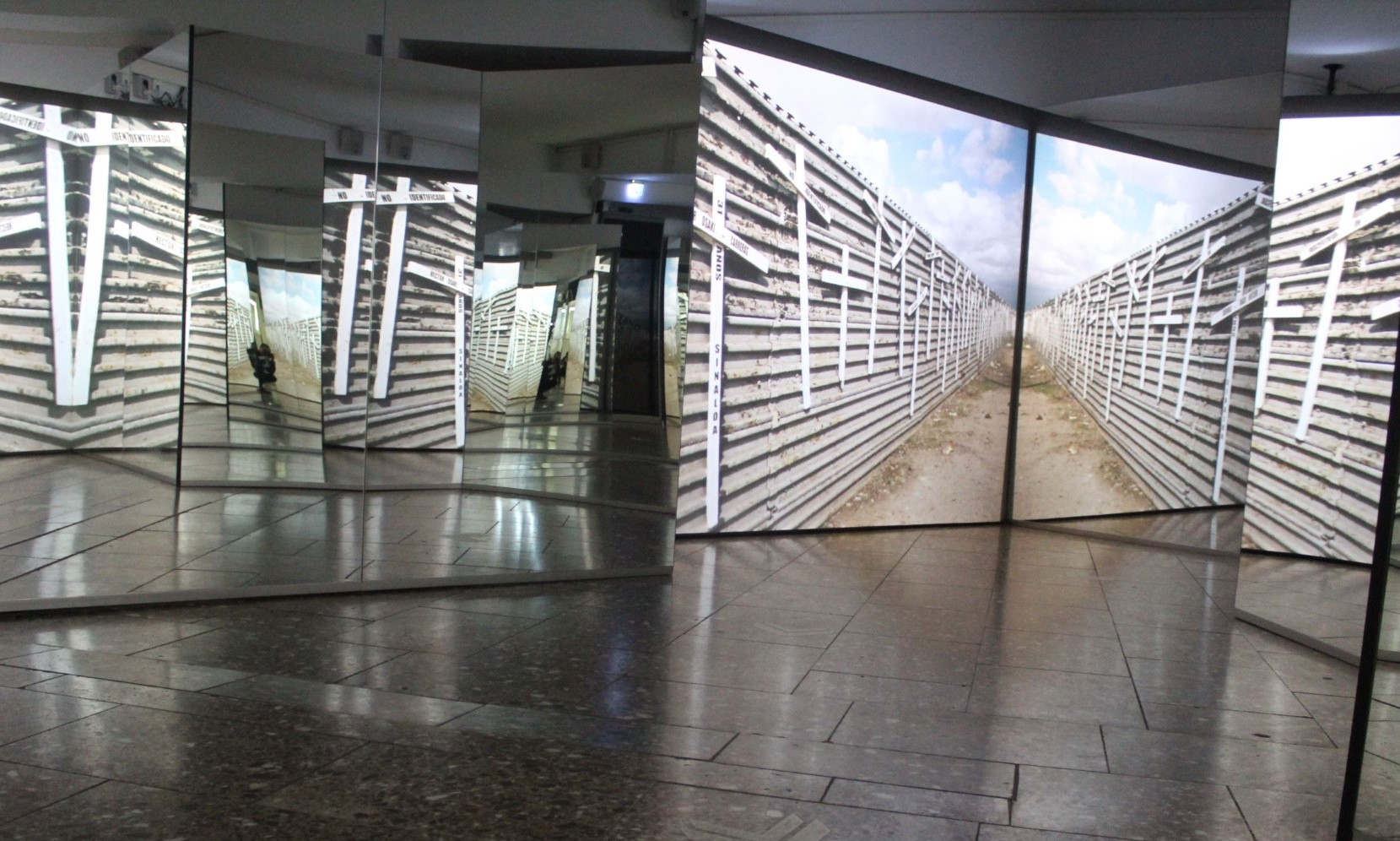
Ausstellungsinstallation zur Situation an der Grenze USA-Mexiko, Grenzlandmuseum Eichsfeld 2020

Im politikwissenschaftlichen Sinne bezeichnen Regime Regelwerke, die in bestimmten Politikfeldern Prinzipien, Verfahrensabläufe und Normen festlegen.

## Grenzregime in der Bundesrepublik Deutschland
Die Forschungsgesellschaft Flucht und Migration teilt das deutsche Grenzregime in die vier Säulen Außenpolitik, Grenzschutz, Einbindung der Grenzbevölkerung und Ausländergesetzgebung auf.

### Außenpolitik
Mit der EU-Osterweiterung wurde die EU-Außengrenze von Deutschland weg verschoben. In den Beitrittsverhandlungen hat die Übernahme des nach europäischen Vorstellungen gestalteten Grenzregimes durch die Beitrittsländer eine zentrale Rolle gespielt. Deutschland hat dazu seit 1990 in den Staaten Mittelosteuropas Ausbildungs- und Ausstattungshilfe geleistet.
Zentral für diese Politik der EU ist die sogenannte „Sicherer Herkunftsstaat-Regelung“, die im Zuge der Änderung der Asylgesetzgebung (Asylkompromiss) 1993 eingeführt wurde. Deutschland ist von sogenannten sicheren Drittstaaten umgeben und kann Asylsuchende, die aus diesen Ländern eingereist sind, wieder zurückschicken. Auch wer aus einem sicheren Herkunftsland kommt, kann sofort wieder abgeschoben werden. Dieses Verfahren ist in mehreren bilateralen Rückübernahmeabkommen geregelt.

### Grenzschutz
Die Bundespolizei als Grenzschutzbehörde Deutschlands wurde durch das neue Bundesgrenzschutzgesetz (heute: Bundespolizeigesetz) im Jahr 1994 mit weitreichenden Befugnissen ausgestattet. Zu den Neuerungen gehörten die Schleierfahndung im Grenzgebiet bis zu einer Tiefe von 30 km, Auslandseinsätze und die Unterstützung des Bundesamtes für Verfassungsschutz auf dem Gebiet der Funktechnik. Im Jahr 1998 wurde das Gesetz erweitert. Die Befugnisse der Bundespolizei erstrecken sich jetzt auch auf Transitstraßen, Bahnhöfe und deren Umgebung.
In den 1990er Jahren erfolgte eine technologische Aufrüstung der Bundespolizei. Seit dem Jahr 2001 wird das Schengener Informationssystem (SIS) genutzt, in dem nicht nur die Daten von zur Auslieferung gesuchter Personen, sondern auch die von auf dem Territorium eines Unterzeichnerlandes unerwünschten Personen gespeichert werden.

### Grenzbevölkerung
Laut einer Studie der Forschungsgesellschaft „Flucht und Migration“ aus dem Jahr 1999 gingen 50 bis 80 Prozent der Verhaftungen von heimlichen Grenzgängern auf Hinweise durch die in Grenznähe lebende Bevölkerung zurück. Private Bürgerwehren sichern in enger informeller Kooperation mit Bundespolizei und Bundeszollverwaltung die Grenzen. In Brandenburg wurde diese Zusammenarbeit von staatlichen und privaten Grenzschützern unter dem Namen Sicherheitspartnerschaften institutionalisiert. Durch die Verlagerung der EU-Außengrenze wurde die Wichtigkeit dieses Aspekts verringert.

### Ausländergesetzgebung
Im Rahmen der Verschärfung der Asyl- und Ausländergesetzgebung im Jahr 1993 wurde für den Fall der Einreise mit dem Flugzeug die Regelung eingeführt, dass Asylsuchende, die aus sicheren Drittstaaten einreisen oder keinen gültigen Pass bei sich führen, im Rahmen des Flughafenverfahrens durch Schnellverfahren im Transitbereich des Flughafens zurückgewiesen werden. In diesem Fall ist die Fluggesellschaft zum Rücktransport verpflichtet. Wer es hingegen auf dem Land- oder Seeweg schafft, deutsches Territorium zu betreten, hat einen Anspruch darauf, einen Asylantrag stellen zu dürfen. In dem anschließenden Verfahren sollen die Regeln des Dubliner Übereinkommens angewandt werden, was ebenfalls im Prinzip eine Rücküberweisung in einen sicheren Drittstaat oder in ein sicheres Herkunftsland ermöglicht. Dieses Prinzip wurde de facto allerdings während der Flüchtlingskrise in Deutschland 2015 teilweise außer Kraft gesetzt, indem deutschen Dienststellen angesichts der großen Flüchtlingszahlen die Kontrolle entglitt. Migrationsforscher sprechen in dem Zusammenhang auch von einer Krise des europäischen Grenzregimes.

## Grenzregime in der Deutschen Demokratischen Republik
Das Grenzregime der Deutschen Demokratischen Republik zeichnete sich neben seinem repressiven Charakter vor allem durch seine Ausrichtung nach innen aus. Die Grenztruppen der DDR sollten die Flucht aus der DDR insbesondere an der innerdeutschen Grenze und der Berliner Mauer  durch Schießbefehl und Selbstschussanlagen verhindern (siehe auch Todesopfer des DDR-Grenzregimes mit weiterführenden Einzellisten). Gesetzliche Grundlage bildeten die Bestimmungen zum ungesetzlichen Grenzübertritt laut DDR-Recht.
Der Historiker Gerhard Sälter sieht den Zweck des DDR-Grenzregimes darin „Freizügigkeit und Westkontakte mit polizeistaatlichen Mitteln zu verhindern und dadurch die Diktatur von den Grenzen her zu stabilisieren“.